# Idoia Sagastizabal
Idoia Sagastizabal Unzetabarrenetxea, née le 22 septembre 1972, est une femme politique espagnole membre du Parti nationaliste basque (PNV).
Elle devient députée de la circonscription de Biscaye en décembre 2016.

## Biographie

### Vie privée
Née à Eibar dans la province de Guipuscoa, sa famille emménage à Lekeitio alors qu'elle est âgée de 8 ans. Elle parle castillan et basque et est passionnée par la lecture.

### Études et profession
Après avoir obtenu son bachillerato à Saint-Sébastien, elle entre à l'université du Pays basque pour réaliser des études de droit et obtient une licence. Elle travaille d'abord dans un cabinet d'avocats puis est appelée comme remplaçante à l'Agence de la création et du développement entrepreneurial (DEMA) de Biscaye puis titularisée. Elle travaille ensuite comme technicienne à l'Emploi et à la Promotion économique.

### Activités politiques
Elle adhère au PNV en 2007 après avoir collaboré avec la section municipale du parti à Lekeitio. Membre de la direction du parti dans la province de Biscaye, elle est élue conseillère municipale de Lekeitio en 2012 et siège sur les bancs de l'opposition. Elle est réélue en 2015 sur la liste de Koldo Goitia. Après l'élection de celui-ci au poste de maire de la ville, Idoia Sagastizabal est nommée conseillère aux Finances et au Développement économique.
Elle se présente en septième position sur la liste du parti dans la circonscription de Biscaye à l'occasion des élections générales de décembre 2015. La liste recueille 182 604 voix et 27,91 % des suffrages exprimés lui permettant de remporter seulement trois des huit mandats en jeu. Elle se représente à nouveau lors des élections législatives anticipées de juin 2016 mais, là encore, les résultats obtenus par le parti sont insuffisants pour permettre son élection. Après les élections basques de septembre 2016, Iñigo Urkullu constitue son deuxième gouvernement autour d'une coalition entre le PNV et le PSE-EE et nomme Pedro Azpiazu conseiller aux Finances et à l'Économie. Celui-ci abandonne alors le Congrès des députés. Après les renoncements des suivants sur la liste, Idoia Sagastizabal prend possession de son mandat de députée le 13 décembre 2016 et promet de respecter la Constitution « par impératif légal ». Du fait de la taille réduite du groupe parlementaire, elle occupe de nombreuses responsabilités comme celles de porte-parole à la commission de l'Économie, de l'Industrie et de la Compétitivité, à la commission des Finances et de la Fonction publique, à celle des Budgets et à celle de l'Énergie, du Tourisme et du Numérique ; commission dont elle aussi deuxième secrétaire.